# جون روبرتس (سياسي نيوزلندي)
جون روبرتس (بالإنجليزية: John Roberts)‏ هو سياسي نيوزلندي، ولد في 1 أكتوبر 1845 في المملكة المتحدة، وتوفي في 13 سبتمبر 1934 في دنيدن في نيوزيلندا.